# Порчниха (посёлок)
Порчниха — заброшенное село (посёлок) в Ловозерском районе Мурманской области России. Располагалась на берегу одноимённой губы Баренцева моря. Бывшая маневренная база подводных лодок Северного флота.

## География
Расположено примерно в 10 км к востоку от Дальних Зеленцов и соединено с ними плохой, но ещё прослеживаемой дорогой (дальше на восток дорог нет, отмеченная на некоторых картах — ошибка картографов). В селе сохранилось большое количество брошенных строений, военного имущества, транспорта, бочек. В настоящее время для граждан России пропуск для посещения Порчнихи не требуется.

## История
Как сезонное становище поморов поселение на месте Порчнихи известно с XV века. Промысловая деятельность по весне и лету велась в Порчнихе до XIX века. В 1872 году были опубликованы планы по строительству в Порчнихе торгового порта, однако уже к 1901 году селение числится как заброшенное. В 1920 году по переписи в нём проживало 4 человека, в 1938 году — 8 человек. К 1962 году посёлок Порчниха исключён из учёта как необитаемый.
В годы Великой Отечественной войны в губе Порчниха базировался дивизион морских охотников (малых противолодочных катеров). После войны катера были переведены в другие базы флота, а построенный для них причал (деревянный) использовался в период навигации рыбаками. 
Весной 1967 года на рейде Порчнихи прошли комплексные учения 4-й эскадры подводных лодок с участием подводных лодок и штабов из каждой бригады и штаба эскадры на плавбазе «Печора».
От пирса мобильного пункта базирования в Порчнихе было произведено четыре пуска баллистических ракет с подводных лодок.
- в 1974 году — с К-460 проекта 667Б,
- Осенью 1978 года — с К-92 проекта 667БД,
- в 1982 году — с К-385 проекта 667Б,
- в 1984 году — с К-424 проекта 667БДР.

В 1981 году начались геологические изыскания для строительства базы подводных лодок.
До 1990-х годов была запасная база топливного отдела Северного Флота. Цистерны с топливом, склады с регенерацией, два плавпричала охранялись караулом, который менялся из Североморска через 2−3 месяца. В середине 1990-х военные ушли из посёлка, какое-то время оставшееся имущество охраняли гражданские сторожа, но потом и их сократили. Позже Порчниха была разграблена и уничтожена.
В 2010-х Порчниха рассматривалась как возможное место размещения радиоактивных отходов.